# LGBT práva v Západní Austrálii
Práva leseb, gayů, bisexuálů a translidí (LGBT) jsou v Západní Austrálii, což je jedna z australských jurisdikcí, v porovnání s většinovou populací omezená. Zdejší institut právního uznání neregistrovaného soužití je považován v porovnání s ostatními státy a teritorii za nevyhovující. Jediný zákon, který v Západní Austrálii přímo diskriminuje homosexuální páry, je Zákon o náhradním mateřství (2008) odpírající mužským homosexuálním párům přístup k altruistickému surogátnímu mateřství (podobné omezení má také Jižní Austrálie).

## Zákony týkající se homosexuality
V prosinci 1989 zreformoval parlament Západní Austrálie svůj vlastní trestní zákoník a dekriminalizoval konsensuální pohlavní styk mezi způsobilými osobami téhož pohlaví konaný v soukromí. Nový trestní zákoník rušící veškerá ustanovení o sodomii nabyl účinnosti v březnu 1990. Reforma zákona byla však i tak považovaná za jednu z nejpřísnější v Austrálii, neboť stanovila legální věk způsobilosti pro mužský homosexuální styk na 21 let, což je v porovnání s věkem 16 let pro heterosexuální styk značný rozdíl. Kromě tohoto byl přijat jiný zákon porušující práva homosexuálů, který trestal každého, kdo by podporoval či nabádal k homosexuálnímu jednání v rámci školských institucí, nebo vedl veřejnou politiku vyjadřující respekt či souhlas s homosexuálním jednáním.
LGBT minorita dosáhla sjednocení legálního věku způsobilosti v r. 2002 prostřednictvím novely zákona (gay a lesbická zákonná reforma), která rovněž zrušila zákon proti souhlasu a podpoře homosexuálního jednání ve veřejné politice a ve školských institucích.

## Stejnopohlavní soužití

### Neregistrované soužití de facto
Západní Austrálie je jednou ze dvou australských jurisdikcí (druhou je Severní teritorium), která neumožňuje homosexuálním párům úředně stvrdit své soužití prostřednictvím registrovaného partnerství či civilních svazků. Místo toho jim ale stát umožňuje žít podle federálního zákona o soužití de facto, který je implementován do západoaustralského rodinného práva od r. 2002. Pro aspekty neregistrovaného soužití de facto párů stejného pohlaví, úpravu jejich vztahu a majetkového uspořádání pro případ rozvodů je místně příslušný Rodinný soud Západní Austrálie, který také rozhoduje o jejich právním uznání a rozchodu. Zdejší zákony pohlížejí na partnera stejného pohlaví jako na blízkou osobu, na osobu s nárokem na pozůstalostní důchod a další penzijní benefity pro případ úmrtí jednoho z dvojice. Kromě místních zákonů jsou aspekty stejnopohlavního soužití upravované federálním zákonem, podle něhož by měli být páry stejného pohlaví fakticky společně žijící podrobováni stejnému zacházení jako páry manželské.

### Deklarace soužití
Fakticky existující soužití lze deklarovat na dvou místech v Západní Austrálii. Jedná se o City of Vincent a město Port Hedland.

### Stejnopohlavní manželství
Stejnopohlavní manželství je v Západní Austrálii, jakož i v celé Austrálii, legální od prosince 2017, a to po přijetí příslušného zákona svazovým parlamentem.

## Adopční a rodičovská práva
Homosexuální páry si mohou v Západní Austrálii osvojovat děti po přijetí novely zákona (gay a lesbická zákonná reforma) z r. 2002, která znovelizovala zákon o osvojení z r. 1994 a umožnila osvojení párům stejného pohlaví, včetně možnosti adopce dítěte druhého z partnerů. Dalšími státy a teritorii, které umožňují adopci homosexuálním párům, jsou od r. 2015 Tasmánie, Nový Jižní Wales, Západní Austrálie, Victoria a Teritorium hlavního města Austrálie.
Nový zákon z r. 2002 znovelizoval mimo jiné také další právní předpisy umožňující homosexuálním párům přístup k asistované reprodukci a jiným technologiím umělého oplodnění (podle částí 4 a 11 Zákona). Dále část 4 a 26 garantuje neregistrované lesbické partnerce těhotné matky automatické právo být zapsaná v rodném listě jako druhý rodič dítěte narozeného z umělého oplodnění. Ženské homosexuální páry, které využijí služeb spermobanky jako pár, mají právo na zápis do rodného listu nově narozeného dítěte pod společným jménem.
S ohledem na etický kodex náhradního mateřství je v Západní Austrálii obdobně jako ve všech australských jurisdikcích komerční surogátní mateřství zakázané. V Západní Austrálii je však stejně jako v Jižní Austrálii zakázané i altruistické surogátní mateřství pro mužské homosexuální páry podle Zákona o náhradním mateřství (2008), který umožňuje této služby využívat pouze párům složeným z jednoho muže a jedné ženy žijící navzájem v manželském či neregistrovaném svazku de facto.

## Ochrana před diskriminací
Západní Austrálie přijala v r. 1984 vlastní zákon o rovných příležitostech. Tato legislativa zpočátku nezahrnovala sexuální orientaci do seznamu atributů chráněných před diskriminací. Teprve až v r. 2002 v rámci novely zákona (gay a lesbická zákonná reforma) se do tohoto zákona zahrnula i jiná sexuální orientace, čímž jsou LGB osoby chráněny před diskriminací v zaměstnání, školství, ubytování, přístupu ke zboží, službám, kulturním vymoženostem a jiných součástech veřejného života. Tyto zákony však nezaručují dostatečnou právní ochranu jiným genderovým identitám, která je v zákonu o rovných příležitostech a z hlediska Komise pro rovné příležitosti v Západní Austrálii chápána pouze jako 'předešlé pohlaví', což garantuje ochranu pouze těm co prošli úplnou změnou pohlaví podle zákona o změně pohlaví z r. 2000.
LGBT a Intersex komunitu Západní Austrálie dále také chrání federální novela Zákona o pohlavní diskriminace (sexuální orientace, genderová identita a status neurčitého pohlaví) z r. 2013.

## Souhrnný přehled
| Legální stejnopohlavní styk                                                 | (Mužský od r. 1990; Ženský vždycky legální)                    |
| Stejný věk legální způsobilosti k pohlavnímu styku pro obě orientace        | (2002)                                                         |
| Antidiskriminační zákony chránící jiné sexuální orientace                   | Yes                                                            |
| Antidiskriminační zákony chránící jiné genderové identity                   | Yes                                                            |
| Zákony proti zločinům z nenávisti zahrnují jiné sexuální orientace          | No                                                             |
| Zákony proti zločinům z nenávisti zahrnují jinou genderovou identitu        | No                                                             |
| Likvidace trestných záznamů o homosexuálech                                 | No                                                             |
| Zrušení odlišného zacházení se sexuálními menšinami v trestněprávní oblasti | Yes                                                            |
| Neregistrované de facto soužití párů stejného pohlaví                       | Yes                                                            |
| Adopce dítěte partnera                                                      | Yes                                                            |
| Společná adopce dětí stejnopohlavními páry                                  | Yes                                                            |
| Přístup k technologiím umělého oplodnění pro lesbické páry                  | Yes                                                            |
| Přístup k umělému oplodnění pro lesbické ženy                               | / (Gay párům je institut náhradního mateřství odepřen)         |
| Stejnopohlavní manželství                                                   | (2017)                                                         |
| MSM smějí darovat krev                                                      | (1roční zkušební lhůta vyžadována - platí pro celou Austrálii) |